# Quercivir gounellei
Quercivir gounellei är en skalbaggsart som beskrevs av Auguste Lameere 1912. Quercivir gounellei ingår i släktet Quercivir och familjen långhorningar. Inga underarter finns listade i Catalogue of Life.